# 頭戴藍冠的聖母
《頭戴藍冠的聖母》是拉斐爾和他的學生詹弗朗切斯科·潘尼所作的一幅油畫，完成年代很可能是1512年，地點則應是羅馬。此畫現藏於法國巴黎盧浮宮。
在盧浮宮中，這幅畫的標題是“La Vierge à l'Enfant avec le petit saint Jean”（童貞聖母與聖嬰以及嬰兒聖約翰），此外也稱為“La Vierge au voile”（童貞聖母面紗）或“La Vierge au diadème bleu”（頭戴藍冠的童貞聖母）等等。